# Silverskatta
Silverskatta (Solanum elaeagnifolium) är en art i familjen potatisväxter från USA, Mexiko till södra Sydamerika.

## Synonymer
- Solanum dealbatum Lindl.
- Solanum elaeagnifolium f. albiflorum Cockerell
- Solanum elaeagnifolium f. benkei Standl.
- Solanum elaeagnifolium var. angustifolium Kuntze
- Solanum elaeagnifolium var. argyrocroton Griseb.
- Solanum elaeagnifolium var. grandiflorum Griseb.
- Solanum elaeagnifolium var. leprosum (Ortega) Dunal
- Solanum elaeagnifolium var. obtusifolium (Dunal) Dunal
- Solanum flavidum Torr.
- Solanum incanum Pav. ex Dunal nom. inval.
- Solanum leprosum Ortega
- Solanum obtusifolium Dunal
- Solanum pyriforme var. uniflorum Dunal
- Solanum roemerianum Scheele
- Solanum saponaceum Hook.
- Solanum texense Engelm. & A.Gray
- Solanum uniflorum Meyen ex Nees